# Калмияры
Калмияры — деревня в Куединском районе Пермского края России, входит в состав Бикбардинского сельского поселения.

## География
Деревня расположена примерно в 9 км к востоку от Куеды.

## Население
| 2010 |
| ---- |
| 112  |

## Транспорт и связь
Деревню обслуживает сельское отделение почтовой связи Русские Чикаши (индекс 617707).